# باروخ شتاينبرغ
باروخ شتاينبرغ (بالبولندية: Baruch Steinberg)‏ هو حاخام بولندي، ولد في 17 ديسمبر 1897 في بيرميشلياني في أوكرانيا، وتوفي في 12 أبريل 1940 في كاتين في روسيا.